# آتش‌سوزی باشگاه شبانه یوتبری
آتش‌سوزی باشگاه شبانه یوتبری آتش‌سوزی بود که در روز ۲۹ اکتر ۱۹۹۸ بر اثر آتش‌افروزی در یک باشگاه شبانه در جزیره هیسینگن شهر یوتبری سوئد اتفاق افتاد. در زمان شروع آتش‌سوزی ۳۷۵ نفر که بین ۱۲ تا ۲۵ سال سن داشتند در محل حاضر بودند. درحالی‌که سازمان آتش‌نشانی ساختمان محل حادثه را تنها برای ۱۵۰ نفر امن شناخته بود. بیشتر حاضرین از اقلیت‌های قومی ساکن سوئد بودند. در این حادثه ۶۳ نفر جان خود را از دست دادند و نزدیک به ۲۰۰ نفر مصدوم شدند.
آتش‌سوزی توسط ۴ نوجوان ایرانی‌تبار ۱۷ تا ۱۹ ساله که اجازه ورود به محل را پیدا نکرده بودند، ایجاد شده بود. متهم اصلی به ۸ سال زندان، دو متهم دیگر به ۷ سال زندان و نفر چهارم که زیر سن قانونی بود که ۳ سال در کانون اصلاح و تربیت محکوم شدند.
در یوتبری یک یادبود برای قربانیان این حادثه ساخته شده است.